# Tarmo Teder

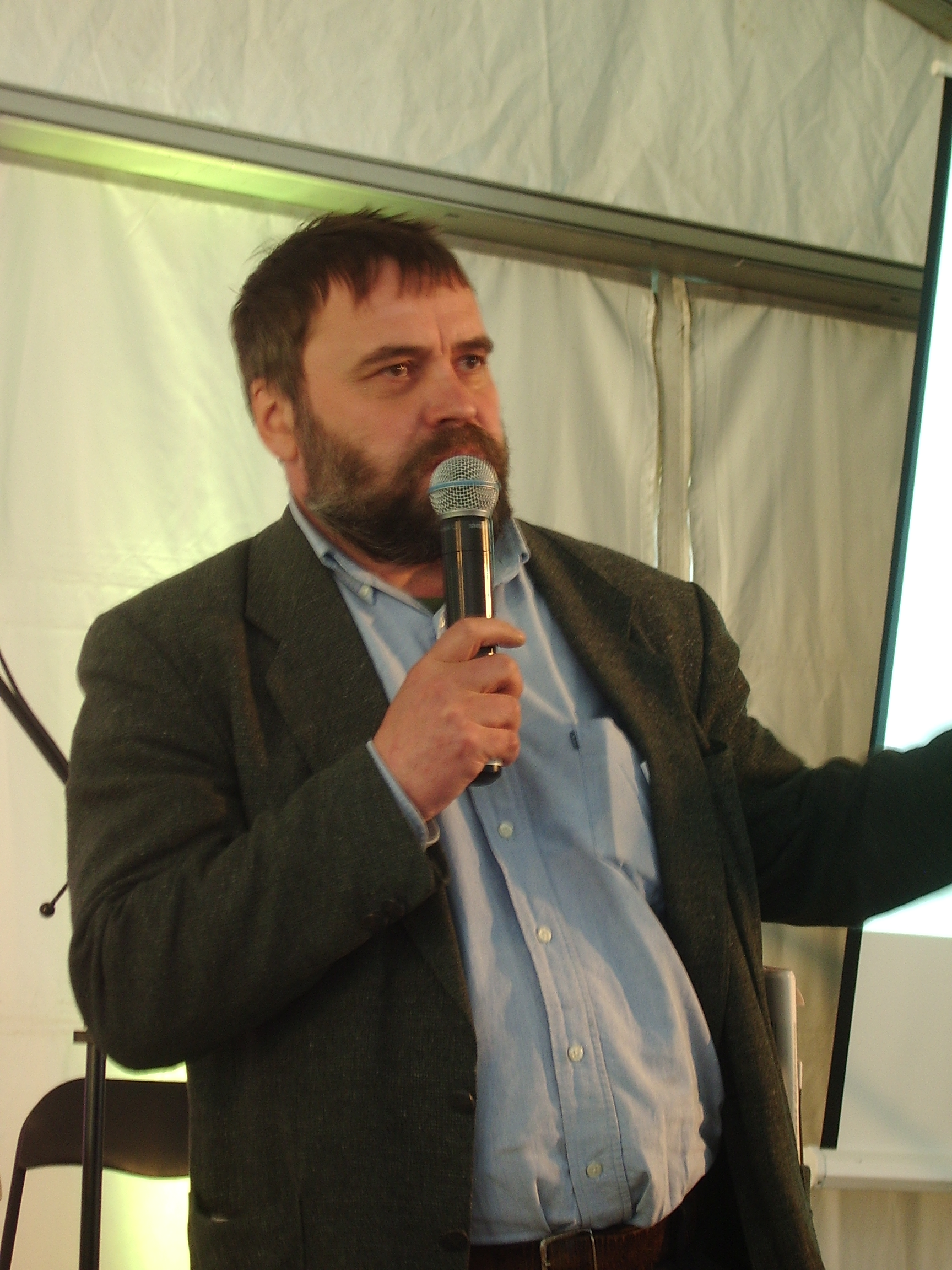
Tarmo Teder auf dem Tallinner Literaturfest 2009

Tarmo Teder (* 18. April 1958 in Kuressaare) ist ein estnischer Schriftsteller, Literatur- und Filmkritiker.

## Leben und Werk
Tarmo Teder war in Tartu und Tallinn als Hilfsarbeiter, Heizer und Belader tätig. Er studierte von 1973 bis 1976 am Tallinner Polytechnikum. Von 1976 bis 1978 besuchte er die Abendschule in Kingissepa (heute Kuressaare) auf der Insel Saaremaa.
Nach Wiedererlangung der estnischen Unabhängigkeit war Teder als Kulturjournalist und Schriftsteller tätig. 1994/95 war Teder Kulturredakteur bei der estnischen Zeitung Rahva Hääl. Von 1995 bis 1998 arbeitete er bei Eesti Päevaleht und seit 1998 bei der Kulturzeitung Sirp. Seit 1996 ist er Mitglied des Estnischen Schriftstellerverbands.
Für seine Kurzgeschichte Viimase idealisti pildid (2004) erhielt Teder den renommierten Friedebert-Tuglas-Preis.

## Werke (Auswahl)
- Tumedad jutud (Novellensammlung, 1990)
- Kurat kargas pähe (Roman, 1995)
- Taevatule valgel (Lyriksammlung, 1995)
- Angerjapõõsa varjud (Lyriksammlung, 2001)
- Jutte kambrist 27-1 (Novellensammlung, 2001)
- Pööningujutud (Novellensammlung, 2002)
- Luurejutud (Novellensammlung, 2004)
- Onanistid (Roman, 2006)
- Igemest ja abemest (Essays, 2008)